# Dirachmaceae
Dirachma es el único género de la familia de las Dirachmaceae.  El género ha sido monotípico hasta el reciente descubrimiento de una segunda especie de  Somalia (Dirachma somalensis).

## Taxonomía
El género fue descrito por Schweinf. ex Balf.f.  y publicado en Proceedings of the Royal Society of Edinburgh 12: 403. 1884. La especie tipo es: Dirachma socotrana

## Especies
- Dirachma socotrana
- Dirachma somalensis